# Stamford (Nova York)
Stamford és una població dels Estats Units a l'estat de Nova York. Segons el cens del 2000 tenia 1.265 habitants.

## Demografia
Segons el cens del 2000, Stamford tenia 1.265 habitants, 496 habitatges, i 290 famílies. La densitat de població era de 367,2 habitants per km².
Dels 496 habitatges en un 28,2% hi vivien nens de menys de 18 anys, en un 44,6% hi vivien parelles casades, en un 10,3% dones solteres, i en un 41,5% no eren unitats familiars. En el 34,5% dels habitatges hi vivien persones soles el 16,1% de les quals corresponia a persones de 65 anys o més que vivien soles. El nombre mitjà de persones vivint en cada habitatge era de 2,28 i el nombre mitjà de persones que vivien en cada família era de 2,99.
Per edats la població es repartia de la següent manera: un 22,2% tenia menys de 18 anys, un 6,4% entre 18 i 24, un 21,1% entre 25 i 44, un 24% de 45 a 60 i un 26,2% 65 anys o més.
L'edat mediana era de 45 anys. Per cada 100 dones de 18 o més anys hi havia 83,9 homes.
La renda mediana per habitatge era de 30.664 $ i la renda mediana per família de 38.864 $. Els homes tenien una renda mediana de 27.500 $ mentre que les dones 21.607 $. La renda per capita de la població era de 18.012 $. Entorn del 9,4% de les famílies i el 15,2% de la població estaven per davall del llindar de pobresa.